# Alex Meret
Alex Meret (phát âm tiếng Ý: [ˈaleks meˈret]; sinh ngày 22 tháng 3 năm 1997) là một cầu thủ bóng đá chuyên nghiệp người Ý hiện đang thi đấu ở vị trí thủ môn cho câu lạc bộ Serie A Napoli và đội tuyển bóng đá quốc gia Ý.
Sinh ra ở Udine, Meret bắt đầu chơi bóng từ khi còn nhỏ tại câu lạc bộ nghiệp dư Donatello Calcio trước khi chuyển sang đội trẻ Udinese danh tiếng vào năm 2012. Sau khi thăng tiến thông qua hệ thống học viện tại câu lạc bộ, anh đã có trận ra mắt cấp cao vào năm 2015. Sau đó, anh đã được cho mượn với SPAL, đội mà anh  đã giúp giành chức vô địch Serie B vào năm 2017, và thăng hạng lên Serie A. Anh gia nhập Napoli vào năm 2018.
Ở cấp độ quốc tế, Meret đã ra sân cho Ý ở các cấp độ U-16, U-17, U-18, U-19 và U-21, và có trận ra mắt đội tuyển Ý vào năm 2019. Anh cũng có mặt tại chiến dịch vô địch UEFA Euro 2020.

## Sự nghiệp câu lạc bộ

### Udinese
Là một sản phẩm của lò đào tạo trẻ Udinese, Meret được đôn lên đội một với tư cách là thủ môn dự bị cho Orestis Karnezis trong mùa giải 2015–16. Anh có trận ra mắt ở cấp độ chuyên nghiệp vào ngày 2 tháng 12 năm 2015 tại Coppa Italia trong trận gặp Atalanta.
Vào tháng 7 năm 2016, Meret được cho mượn đến câu lạc bộ đang chơi tại Serie B là SPAL. Anh trở lại SPAL dưới dạng cho mượn trong mùa giải 2017–18.

### Napoli
Vào ngày 5 tháng 7 năm 2018, Meret ký hợp đồng với Napoli có thời hạn đến ngày 30 tháng 6 năm 2023. Phí chuyển nhượng được thỏa thuận với Udinese là 35 triệu euro. Anh có trận ra mắt tại cúp châu Âu vào ngày 14 tháng 2 năm 2019 trong chiến thắng 3–1 trên sân khách trước FC Zürich ở trận lượt đi vòng 32 đội tại Europa League.
Ban đầu, anh thường được sử dụng luân phiên với David Ospina trong hai mùa giải đầu tiên tại Napoli. Tuy nhiên, dưới thời huấn luyện viên mới của câu lạc bộ là Gennaro Gattuso, anh phải ngồi dự bị cho đến khi mùa giải tạm hoãn do đại dịch COVID-19 vào tháng 3 năm 2020 do vị huấn luyện viên này ưa thích kĩ năng chơi chân vượt trội của thủ môn người Colombia. Tuy nhiên, Ospina bị treo dò, Meret đã được bắt chính trong trận Chung kết Coppa Italia 2020 với Juventus vào ngày 17 tháng 6. Sau khi có kết quả hòa không bàn thắng sau thời gian thi đấu chính thức, Meret đã cản phá được quả đá phạt đền của Paulo Dybala và giúp đội của anh giành chiến thắng 4–2 trong loạt sút luân lưu. Sau đó, Meret lại tiếp tục bắt luân phiên với Ospina cho đến hết mùa giải. Điều này tiếp tục được duy trì trong mùa giải 2020–21 khi Ospina và Meret thay phiên nhau bắt chính các trận đấu ở cả ba đấu trường là Europa League, Serie A và Coppa Italia.

## Sự nghiệp quốc tế
Meret là thành viên trụ cột của đội tuyển U-19 quốc gia Ý tham dự Giải vô địch U-19 châu Âu 2016 với vị trí á quân sau khi để thua trong trận chung kết. Anh có tên trong đội hình xuất sắc nhất giải cùng với Kylian Mbappé của Pháp.
Vào tháng 3 năm 2017, sau màn trình diễn ấn tượng cho SPAL ở Serie B, anh được gọi vào đội tuyển quốc gia Ý tham dự vòng loại World Cup gồm trận đấu với Albania và trận giao hữu với Hà Lan.
Vào ngày 22 tháng 3 năm 2018, anh có trận ra mắt cho đội U-21 Ý khi bắt chính trong trận giao hữu với Na Uy.
Anh tham gia Giải vô địch U-21 châu Âu 2019 dưới sự dẫn dắt của huấn luyện viên Luigi Di Biagio với tư cách là thủ môn bắt chính.
Meret đã có trận ra mắt cho đội tuyển quốc gia dưới thời huấn luyện viên Roberto Mancini vào ngày 18 tháng 11 năm 2019 khi vào sân thay cho Salvatore Sirigu trong chiến thắng 9–1 trên sân nhà trước Armenia trong khuôn khổ vòng loại Euro 2020.
Vào tháng 6 năm 2021, anh được điền tên vào danh sách đội tuyển Ý tham dự VCK Euro 2020. Vào ngày 11 tháng 7, Meret đã giành chức vô địch châu Âu với Ý sau chiến thắng 3–2 trong loạt sút luân lưu trước Anh tại Sân vận động Wembley ở trận chung kết sau khi đã hòa 1-1 trong hiệp phụ. Anh là cầu thủ duy nhất trong đội không được ra sân tại giải đấu lần này.

## Thống kê sự nghiệp

### Câu lạc bộ
Tính đến ngày 9 tháng 12 năm 2021
| Câu lạc bộ    | Mùa giải      | Giải đấu      | Giải đấu | Giải đấu | Cúp quốc gia | Cúp quốc gia | Châu lục | Châu lục | Khác | Khác | Tổng | Tổng |
| Câu lạc bộ    | Mùa giải      | Hạng đấu      | Trận     | Bàn      | Trận         | Bàn          | Trận     | Bàn      | Trận | Bàn  | Trận | Bàn  |
| ------------- | ------------- | ------------- | -------- | -------- | ------------ | ------------ | -------- | -------- | ---- | ---- | ---- | ---- |
| Udinese       | 2015–16       | Serie A       | 0        | 0        | 2            | 0            | -        | -        | -    | -    | 2    | 0    |
| SPAL (mượn)   | 2016–17       | Serie B       | 30       | 0        | 2            | 0            | -        | -        | -    | -    | 32   | 0    |
| SPAL (mượn)   | 2017–18       | Serie A       | 13       | 0        | 0            | 0            | -        | -        | -    | -    | 13   | 0    |
| SPAL (mượn)   | Tổng          | Tổng          | 43       | 0        | 2            | 0            | 0        | 0        | 0    | 0    | 45   | 0    |
| Napoli        | 2018–19       | Serie A       | 14       | 0        | 1            | 0            | 6        | 0        | -    | -    | 21   | 0    |
| Napoli        | 2019–20       | Serie A       | 22       | 0        | 1            | 0            | 6        | 0        | -    | -    | 29   | 0    |
| Napoli        | 2020–21       | Serie A       | 22       | 0        | 1            | 0            | 5        | 0        | 0    | 0    | 28   | 0    |
| Napoli        | 2021–22       | Serie A       | 2        | 0        | 0            | 0            | 5        | 0        | -    | -    | 7    | 0    |
| Napoli        | Tổng          | Tổng          | 60       | 0        | 3            | 0            | 22       | 0        | 0    | 0    | 85   | 0    |
| Tổngsự nghiệp | Tổngsự nghiệp | Tổngsự nghiệp | 103      | 0        | 7            | 0            | 22       | 0        | 0    | 0    | 132  | 0    |

### Quốc tế
Tính đến 20 tháng 11 năm 2022
| Đội tuyển quốc gia | Năm  | Trận | Bàn |
| ------------------ | ---- | ---- | --- |
| Ý                  | 2019 | 1    | 0   |
| Ý                  | 2020 | 0    | 0   |
| Ý                  | 2021 | 1    | 0   |
| Ý                  | 2022 | 1    | 0   |
| Tổng               | Tổng | 3    | 0   |

## Danh hiệu
SPAL
- Serie B: 2016–17

Napoli
- Serie A: 2022–23
- Coppa Italia: 2019–20

U19 Ý
- Á quân U-19 châu Âu: 2016[16]

Đội tuyển quốc gia Ý
- UEFA Euro: 2020[23]
- Hạng ba UEFA Nations League: 2020–21, UEFA Nations League 2022–23[28]

Cá nhân
- Thủ môn xuất sắc nhất năm của Primavera Girone B: 2014–15
- Đội vô địch xuất sắc nhất giải U-19 châu Âu: 2016[17]
- Thủ môn xuất sắc nhất Serie B: 2016–17
- Cầu thủ đột phá UEFA Champions League lần thứ XI: 2019[29]